# Bridget Dowling
Bridget Elizabeth Hitler, tidligere Dowling og senere Stuart-Houston (3. juli 1891 – 18. november 1969), var Adolf Hitlers svigerinde ved sit ægteskab med Alois Hitler, Jr. Hun var mor til Hitlers nevø, William Patrick Hitler.
Hun traf Alois Hitler jr. i Dublin i 1909, og sammen rejste de til London og giftede sig den 3. juni 1910. William Dowling, Bridgets far, truede med at få ægtemanden arresteret for kidnapning, men Bridget fik talt ham fra det.
Parret slog sig ned i Upper Stanhope Street 102 i Toxteth i Liverpool, hvor de fik sønnen William Patrick i 1911. Huset blev ødelagt ved et tysk bombeangreb den 10. januar 1942 under 2. verdenskrig. Alois forsøgte at drive en restaurant i Dale Street, et pensionat på Parliament Street og et hotel på Mount Pleasant. Det gik ikke som forventet. Det var et år, som var præget af familiekriser. Alois drak, og når han var fuld, plejede han at give sin kone bank, og antagelig også det lille barn. I maj 1914 forlod han dem og rejste til Tyskland. Under hele 1. verdenskrig havde de ingen kontakt. I Tyskland giftede Alois sig igen og begik dermed bigami. Alois skrev i midten af 1920'erne og bad om, at William Patrick kom på besøg i Weimarrepublikken. I 1929 rejste han til Tyskland, hvor han blev genforenet med sin tyske familie.
I 1939 rejste William Patrick sammen med sin mor på en foredragsturné i USA med sin berømte onkel som emne efter en invitation fra William Randolph Hearst. De vendte ikke tilbage til Europa på grund af udbruddet af 2. verdenskrig. Efter en særskilt henvendelse til USA's præsident Franklin Delano Roosevelt fik William Patrick tilladelse til at slutte sig til United States Navy i 1944.
Etter 2. verdenskrig etablerede Bridget sig på Long Island i USA sammen med sin søn og svigerdatter. Hun fik fire børnebørn, som fik efternavnet Stuart-Houston.
Bridget Dowling døde den 18. november 1969 og ligger begravet på Holy Sepulchre Cemetery i Coram på Long Island, sammen med sin søn, der døde den 14. juli 1987.